# ジェローム・カーン
ジェローム・デイヴィッド・カーン（英語: Jerome David Kern、1885年1月27日 - 1945年11月11日）は、アメリカ合衆国・ニューヨーク出身の作曲家。ミュージカルの劇中曲を手がけ、数々のスタンダード・ナンバーを残した。

## 生涯
マンハッタンのサットン・プレイスでドイツ系ユダヤ移民の息子として生まれ、子供の時から音楽に才能を示す。1901年には初めてミュージカルのために曲を提供している。その後、反対する父を説得してニューヨーク音楽大学（現在のニューヨーク大学シュタインハルト文化・教育・人間発達学部）で学び、卒業後にブロードウェイでピアニストとして働いた後に本格的にミュージカルの作曲を始めた。
20世紀初頭におけるミュージカル作曲家の一人であり、40年以上のキャリアでの作曲数は700以上に及ぶ。コール・ポーターとならび日本人にもなじみが深く、中でも有名な曲名としては、「煙が目にしみる」や「イエスタデイズ」、「オール・ザ・シングス・ユー・アー」などがある。オットー・ハーバック、オスカー・ハマースタイン2世との共作も多く残した。
1940年、ハマースタインはドイツに侵攻されたフランスへの想いを込めて「The Last Time I Saw Paris」を作詞した。カーンにとって歌詞ありきでの作曲、およびミュージカル作品以外でのヒット曲はこれが最初で最後であった。まずはトニー・マーティンの歌唱でヒットし、その後ノエル・カワードの歌唱でヒットした。1941年、この曲は映画『レディ・ビー・グッド』で使用され、アカデミー歌曲賞を受賞した。
1945年秋、「ショウボート」再演のためのオーディションの審査ためニューヨークに戻り、ロジャース&ハマースタインのプロデュースによるミュージカル「アニーよ銃をとれ」の作曲を始めていた。11月5日、60歳の頃、パーク・アベニューと57番通りの交差点を歩行中に脳内出血で倒れた。身元がわかるものが米国作曲家作詞家出版者協会のカードしかなく、市民病院の貧困病棟に搬送され、その後マンハッタンにあるドクターズ・ホスピタルに転院した。ハマースタインはカーンが息を引き取るのを看取った。ハマースタインはカーンの耳元で、2人が製作したミュージカル「空飛ぶ音楽」の曲「"I've Told Ev'ry Little Star"」を歌った。反応はなく、ハマースタインはカーンが亡くなったことを悟った。その後、ロジャースとハマースタインは「アニーよ銃をとれ」の作曲をブロードウェイのベテラン作曲家であるアーヴィング・バーリンに依頼した。
ニューヨーク州ウエストチェスター郡のファーンクリフ墓地に埋葬された。

## 仕事への姿勢
「芸術家なら無頼な生活をするのが当たり前で、気の向いたときに好きに仕事をすればよい」というような神話を信じておらず、「インスピレーションが突然肩をたたくのを待ってるような人間は仕事を変えたほうがいいだろう。毎日何時間かピアノの前に座っていれば、たとえすぐには名曲が生まれなくとも、いいアイデアや何小節かの良いメロディを生み出すことができる。それが集まって良い曲ができていく」と語っていた。

## 代表曲
- 「君は我がすべて（英語版）」- "All the Things You Are"
- 「愛さずにはいられない（英語版）」- "Can't Help Lovin' Dat Man"
- 「ア・ファイン・ロマンス（英語版）」- "A Fine Romance"
- 「アイム・オールド・ファッションド（英語版）」- "I'm Old Fashioned"
- 「オールマン・リバー（英語版）」- "Ol' Man River"
- 「ピック・ユアセルフ・アップ（英語版）」- "Pick Yourself Up"
- 「煙が目にしみる」- "Smoke Gets in Your Eyes"
- 「歌こそは君」- "The Song Is You"
- 「今宵の君は」- "The Way You Look Tonight"
- 「フー？（英語版）」- "Who?"
- 「ホワイ・ワズ・アイ・ボーン？（英語版）」- "Why Was I Born?"
- 「イエスタデイズ」- "Yesterdays"
- 「ルック・フォー・ザ・シルヴァー・ライニング」- "Look for the Silver Lining"

## 受賞歴

### アカデミー歌曲賞
- 1935年 – 『ロバータ』より「Lovely to Look At」(ドロシー・フィールズ、ジミー・マクヒュー作詞) ノミネート
- 1936年 – 『有頂天時代』より「今宵の君は」(ドロシー・フィールズ作詞) 受賞
- 1941年 – 『レディ・ビー・グッド』より「The Last Time I Saw Paris」(オスカー・ハマースタイン2世作詞) 受賞
- 1942年 – 『晴れて今宵は（英語版）』より「Dearly Beloved」(ジョニー・マーサー作詞) ノミネート
- 1944年 – 『カバーガール』より「Long Ago (and Far Away)」(アイラ・ガーシュウィン作詞) ノミネート
- 1945年 – 『Can't Help Singing』より「More and More」(エドガー・イップ・ハーバーグ作詞) 没後ノミネート
- 1946年 – 『Centennial Summer』より「All Through the Day」(オスカー・ハマースタイン2世作詞) 没後ノミネート

### アカデミー作曲賞
- 1945年 – 『Can't Help Singing』(H・J・ソルターと共に) 没後ノミネート

## 参照
1. ↑  "Jerome Kern Dies; Noted Composer, 60". The New York Times, November 12, 1945
2. ↑  Sleeve notes, Atlantic LP ALS 409 "George Byron Sings Jerome Kern", 1952
3. ↑  Hugh Fordin, Stephen Sondheim (1995). Getting to Know Him: A Biography of Oscar Hammerstein II. Da Capo Press. p. 237. ISBN 0-306-80668-1
4. ↑  Byrnside, Ronald and Andrew Lamb. "Kern, Jerome (David)". Grove Online, Oxford Music Online, accessed May 10, 2010 (requires subscription).
5. ↑  井上一馬『ブロードウェイ・ミュージカル』（文春新書）p101